# Добровольський Володимир Анатолійович
Володи́мир Анато́лійович Доброво́льський (*17 квітня 1918, Харків —†2003, Харків) — український російськомовний поет і прозаїк.

## З біографії
Володимир Анатолійович Добровольський народився 17 квітня 1918 року в м. Харкові в сім'ї інженера (за іншими даними — вчителя).
Закінчив філологічний факультет Харківського університету (1941).
Учасник Німецько-радянської війни. З червня 1942 року по травень 1942 року — курсант Горьківського училища зенітної артилерії. По тому — фронт.
Нагороджений орденами Трудового Червоного Прапора, Червоної Зірки, Вітчизняної війни 2-го ст. та медалями.
Після війни викладав у Харківському педінституті, був завідувачем навчальної частини газетних курсів у Харківській партійній школі.
Член КПРС.

## Творчість
Перші вірші й оповідання надрукував 1938-40. Писав російською мовою.
Член Спілки письменників СРСР з 1948 р.

## Твори

### Романи
- «Трое в серых шинелях» (1948)
- «Женя Маслова» (1953)
- «На всю жизнь» (1957)
- «Дом в тупике» (1960)
- «Босиком по лужам» (1965)
- «И дух наш молод» (1971)
- «Текущие дела» (1978)

### Повісті
- «Александр Шишков» (1949)
- «Угловая комната» (1962)
- «Август, падают звезды» (1964)
- «Последняя инстанция» (1974)
- «За неделю до отпуска» (1977)
- «Мера пресечения» (1981)
- «Крымские персики» (1984)

За повість «Трое в серых шинелях» удостоєний Сталінської премії (1949).